# Supply-Chain-Risikomanagement

Gegenstand des Supply-Chain-Risikomanagements sind Risiken in komplexen und dynamischen Lieferanten- und Kundennetzwerken. (vgl. Wieland/Wallenburg, 2011)

Der Begriff Supply-Chain-Risikomanagement (SCRM; englisch supply chain risk management) benennt im Rahmen des Supply-Chain-Managements die Umsetzung von Strategien für das Management von sowohl Alltags- als auch Ausnahmerisiken entlang der Supply Chain auf Basis einer kontinuierlichen Risikobewertung mit der Zielsetzung, Anfälligkeit zu verringern und Fortbestand zu gewährleisten. Supply-Chain-Risikomanagement wird typischerweise in die Phasen Identifizierung, Bewertung, Steuerung und Überwachung eingeteilt.

## Phasen

### Identifizierung
Diese Identifizierungsphase des Supply-Chain-Risikomanagements bezieht sich auf die Identifizierung der Ursachen von Störungen entlang der Supply Chain; hierbei sollen sowohl Alltags- als auch Ausnahmerisiken entlang der Lieferkette identifiziert werden. Risiko-Objekte sind i. d. R. Lieferanten, Staaten und einzelne Lokationen. Ebenfalls werden in speziellen Fällen auch die Transportmittel (z. B. Schiffe) als weitere Risiko-Objekte überwacht (Transportrisiko).

### Bewertung
Die Bewertungsphase des Supply-Chain-Risikomanagements bezieht sich auf die Bewertung der Eintrittswahrscheinlichkeit und des Schadensausmaßes eines Risikos; diese Werte sollten jedoch nicht bloß miteinander multipliziert werden, da bei Alltagsrisiken und bei Ausnahmerisiken gänzlich anders gegengesteuert werden muss.

### Steuerung
In der Steuerungsphase des Supply-Chain-Risikomanagements findet das eigentliche Risikomanagement statt. Die Steuerung von Ausnahmerisiken erfolgt häufig über Versicherungen, die Steuerung von Alltagsrisiken kann durch veränderte Prozesse, zusätzlich Lieferanten oder einen höheren Bestand erfolgen.

### Überwachung
Viele Risiken lassen sich erst managen, wenn sich Veränderungen im Zeitverlauf abzeichnen; die Überwachungsphase des Supply-Chain-Risikomanagements ist somit besonders wichtig.

## Risiken

### Exogene Risiken
Exogene Risiken beschäftigen sich mit den Problemen, die sich außerhalb eines Systems abspielen. Treten außerhalb des Systems Probleme und Risiken auf, so finden diese außerhalb des Unternehmens statt und sind dadurch auch meistens nicht von diesem beeinflussbar.
Zu diesen exogenen Risiken gehören vor allem Rechtsrisiken. Werden zum Beispiel Materialien aus einem anderen Land geliefert, so gelten für diesen Vorgang die Gesetzesgrundlagen des jeweiligen Landes. So sind bei einem Rechtsstreit die jeweiligen Landesvorschriften zu berücksichtigen, was sich auf die gesamte Lieferkette eines Geschäftes auswirken kann. Auch Import- und Exportkontrollen können durch neue Zollanforderungen negative Auswirkungen haben. Die Qualität des Produkts kann darunter leiden, da ein notwendiges Bauteil mit besonders guter Qualität nicht mehr so einfach und im Rahmen der Kosten beziehbar ist. Ein besonderes Augenmerk gilt hier den sogenannten „moralischen Standards“. Darunter versteht man die für uns selbstverständlichen Argumente wie Kinderarbeit, Mindestlöhne, soziale Gerechtigkeit oder Gesundheits- und Umweltschutz. Während diese moralischen Standards bei uns auch gesetzlich verankert sind, gelten sie in einigen andren Ländern nicht.
Ein weiteres Risiko stellen auch die Natur und die Umwelt dar. Dazu zählen insbesondere Hurrikane, Terrorismus, Erdbeben, Tsunami oder Seuchen. Auftretende Störungen wirken sich auf das ganze Unternehmen und besonders auch auf die Aktienkurse und die mögliche Gewinnbetrachtung aus. Beispiele hierfür konnten gerade in letzter Zeit häufig beobachtet werden. Die Lieferketten werden zunehmend verwundbarer. Und auch hier könnte die Produktqualität an den nicht vorhandenen oder zerstörten Rohstoffen leiden.
Auch das externe Marktrisiko zählt zu den exogenen Risiken. Verschlechtert sich die wirtschaftliche Lage eines Landes, so könnte sich dies nun negativ auf das Kaufverhalten der Kunden auswirken, selbst wenn es dem eigenen Unternehmen gut geht. Durch eine Krise im Land können z. B. Zuliefererfirmen Schwierigkeiten haben, was die eigene Produktion in dem jeweiligen Land belastet oder sogar stoppen kann. Das kann in der gesamten Lieferkette nicht nur zu hohen Einbußen führen, ganze Auftragsverluste kann dies zur Folge haben.

### Endogene Risiken
Eine hohe Komplexität einer Lieferkette, wie zum Beispiel viele verschiedene Lieferanten oder eine globale Zusammensetzung stellen ein ernstzunehmendes Risiko dar. Sie kann dadurch schnell intransparent werden. Eine Vielzahl an Unterlieferanten können Ursachen für logistische Schwierigkeiten sein und zu Zeitverzögerungen führen. So können beispielsweise Klimaschwankungen oder mögliche Erschütterungen beim Transport die Qualität von Bauteilen gefährden. Und diese mögliche Minderung in der Qualität einzelner Bauteile wirkt sich wiederum negativ auf die Qualität der Produkte aus.
Je höher der Anteil der manuellen Fertigungsschritte in der Lieferkette ist, desto größer wird das Fehlerrisiko.
Fließen Bauteile von Single Source Lieferanten in die Produktion mit ein, stellt die dadurch vorhandene Abhängigkeit ein Risiko dar. Ausfälle, Störungen und unzureichende Qualität können nicht ohne weiteres von anderen Lieferanten abgefangen werden. Außerdem schränkt die zunehmende Spezialisierung von Unternehmen die Auswahl an Alternativen immer mehr ein.
Zu den finanziellen Risiken gehört die finanzielle Solidität von Lieferanten. Insolvenz oder ein möglicher Bankrott eines Zulieferers kann es erforderlich machen, unter enormem Zeitdruck einen neuen Produktionsprozess zu entwickeln, worunter die Qualität zu leiden hat.
Ist die Mengentreue von Zulieferern nicht gewährleistet, muss eventuell auf weniger qualitative Bauteile zurückgegriffen werden. Von großen Unternehmen können bei Störungen die finanziellen Schäden zurückgefordert werden, während kleinere Lieferanten unter Umständen diese nicht abdecken können.
Ein weiterer wichtiger Punkt stellen die „kritischen Ereignisse“ dar. Im hier genannten Zusammenhang zählen dazu:
- Änderungen in der Unternehmensorganisation (Inhaber- oder Managerwechsel).
- Lieferantenwechsel, und hier insbesondere neue Lieferanten, deren Zuverlässigkeit noch nicht eingeschätzt werden kann, oder zu Lieferanten mit geringer Erfahrung und Qualifikation.
- Die Herstellung neuer Produkte und die Einführung neuer Prozesse; Schwierigkeiten werden oft erst im Ablauf erkannt.
- Kommt es zu starken Volumen- und Abrufschwankungen kann die Verfügbarkeit von Bauteilen nicht ausreichend gewährleistet werden.
- Eine auffallend hohe Personalfluktuation deutet auf interne Schwierigkeiten hin. Bei häufigem Personalwechsel gehen Informationen und Knowhow verloren. Dies kann sich unmittelbar bei mangelhafter Qualifikation auf die Qualität auswirken, aber auch zu Absprachefehlern führen.

weitere Punkte, auf die es im Risikomanagement zu achten gilt:
- Betrachtung verschiedener Szenarien, z. B. Kostensteigerung, Kostensenkung, Schadensfall etc.
- Haftungsbedingungen, Verfahren und Verantwortlichkeiten im Schadensfall
- Exklusivitätsvereinbarungen oder andere den Wettbewerb mindernde Bedingungen

Maßgeblich entscheidend für die Risikoeinschätzung ist die Bedeutung einzelner Bauteile für das Endprodukt. Diese Einschätzung kann unter anderem über eine ABC-Risikobewertung ermittelt werden. Bauteile, die die Sicherheit des Produktes beeinflussen, dürfen keinesfalls qualitative Mängel aufweisen. Hier sollte die Qualität nachweislich sichergestellt werden. Ebenfalls einen besonderen Schwerpunkt stellen Bauteile dar, die zu Funktionsausfällen führen können.
Einzelne Bauteile haben unterschiedliche Auswirkungen im Falle von Störungen auf die Produktion. Je stärker diese Auswirkungen sind, umso wichtiger ist das Bauteil einzustufen. Das Risiko für Stillstände in der Produktion sollte so gering wie möglich gehalten werden.

## Risikominimierung
Um die Risiken der Lieferkette und somit die Auswirkungen auf die Produktqualität so gering wie möglich zu halten, können vielfältige präventive Maßnahmen getroffen werden. Für ein erfolgreiches Qualitäts- und Risikomanagement sollten Zulieferer und Hersteller eng zusammenarbeiten. Bereits bei der Produktentwicklung sollten Lieferanten mit einbezogen werden. Nur so können Risiken erfolgreich minimiert und die Qualität nachhaltig gewährleistet und gesteigert werden.
Zur Risikominimierung tragen Transparenz, Vertrauen und Zuverlässigkeit beider Vertragspartner bei. Prüfpläne und Abnahmekriterien beispielsweise anhand von konkreten Checklisten schaffen eindeutige Maßstäbe an die Qualitätsanforderungen. Die Nachverfolgbarkeit sollte sichergestellt werden. Rahmenverträge begrenzen die Risiken für Hersteller und Lieferanten ab. Abläufe sollten genau strukturiert werden, damit es zu keinen Unstimmigkeiten kommt. Wenn Fehler in einzelnen Bauteilen im Folgeprozess nicht mehr nachweisbar sind, gilt es vorab Qualitätsprüfungen vorzunehmen. Regelmäßige Audits ermöglichen Qualitätssicherungen auch in der laufenden Produktion.

### Lieferantenmanagement
Ein gut organisiertes Lieferantenmanagement nimmt eine Schlüsselfunktion bei der Risikominimierung ein. Erfahrungswerte und Qualifikation, sowie Ausstattung für einzelne Bauteile stellen hierbei ein entscheidendes Kriterium für die Einstufung als kompetenter Projektpartner dar, um eine einwandfreie Qualität zu gewährleisten. Zertifikate und Belege für das Qualitätsniveau können eingefordert werden. In die Gesamtbewertung fließen Erfahrungen aus bisheriger Zusammenarbeit und eventuell Kundenreverenzen ein. Insbesondere Termintreue, Mengentreue, Flexibilität und ein hoher Qualitätsstandard bei passendem Preis-Leistungs-Verhältnis sind ausschlaggebende Kriterien. Hinzu kommen logistische Faktoren zu Standort und Transportmöglichkeiten der Zulieferer für eine unkomplizierte Prozess-Integration. Das Kooperationsverhalten bei Beanstandungen und Reaktionszeiten sollte berücksichtigt werden. Ebenfalls entscheidend können die Zahlungsmöglichkeiten sein. Für eine erfolgreiche Risikominimierung sollte das Lieferantenmanagement auch auf Unterlieferanten ausgeweitet werden. Zertifizierungen können hierbei hilfreich sein.

### Verhandlungen
Im Supply Chain Risikomanagement sind erfolgreiche Verhandlungen das Ergebnis einer starken Verhandlungsposition und gründlicher Vorbereitung. Dabei sollten die Schwellenwerte für den Angebotspreis ("ASK") und Nachfragepreis ("BID") im Voraus festgelegt und mit fundierten Argumenten sowie möglichen Reaktionen auf Gegenargumente untermauert werden. Ein zentrales Ziel ist die Verbesserung der Risikoposition, um das Beschaffungsrisiko zu minimieren. Zudem sollten verbleibende Risikolücken in zukünftigen Verhandlungen weiter reduziert werden. Nach Abschluss der Verhandlungen ist eine kontinuierliche Überwachung der Verträge durch ein geeignetes Vertragsmanagement System sowie eine regelmäßige Kontrolle der Risikoposition empfehlenswert.

## Entwicklung
Durch einige umfangreiche Studien und Umfragen sind Zukunftstendenzen im Umgang des Risikomanagements in Bezug auf die Lieferkette abzusehen. Auch neu auftretende Probleme wurden dadurch erkannt. Eine Risikosteigerung tritt durch die immer komplexer werdenden Lieferketten auf. Das liegt besonders an den gehäuften Outsourcen. Auch der Anstieg der Lieferanten aus vielen verschiedenen Ländern (Globalisierung) erschwert einen einfachen und direkten Kontakt zwischen Lieferant und produzierendem Unternehmen. Ein weiteres Problem ist der Unterschied des Qualifikationsniveaus der Mitarbeiter in den unteren Tätigkeitsbereichen der Lieferantenkette. Diese Probleme können ebenfalls Auswirkungen auf die Qualität eines Produkts nehmen.
Somit könnte man den zunehmenden Rückgriff auf Outsourcing, Kooperation und Single Sourcing als Zukunftstrends bezeichnen.
Fast 40 % der Unternehmen klagen über die schlechte Qualität von Bauteilen ihrer Lieferanten. Dies liegt vor allem an den Schwächen beim Management des riesigen Lieferantennetzwerkes. Auch die Anforderungen haben sich geändert, Lieferanten müssen parallel, schnell und genau vom Unternehmen über die verlangten Änderungen informiert werden. Somit kann abschließend gesagt werden, dass die Lieferkette eng mit der Qualität eines Produktes zusammen hängt.

## Verweise

### Belege
1. 1 2 3 4 5 6  vgl. Andreas Wieland, Carl Marcus Wallenburg: Supply-Chain-Management in stürmischen Zeiten. Universitätsverlag der TU, Berlin 2011, ISBN 978-3-7983-2304-9.
2. ↑  Andreas Wieland/Carl Marcus Wallenburg, Dealing with supply chain risks: Linking risk management practices and strategies to performance, in: International Journal of Physical Distribution & Logistics Management, 2012, 42(10): im Englischen Original: "the implementation of strategies to manage both everyday and exceptional risks along the supply chain based on continuous risk assessment with the objective of reducing vulnerability and ensuring continuity"
3. ↑  logistik- heute. Archiviert vom Original (nicht mehr online verfügbar) am 5. Juli 2016; abgerufen am 26. Dezember 2016.
4. ↑  risikomethoden. Abgerufen am 27. Dezember 2016.
5. ↑  Studie von PwC. Abgerufen am 30. Dezember 2016 (deutsch).
6. ↑  Studie von PwC. Abgerufen am 30. Dezember 2016 (deutsch).
7. ↑  Studie von PwC. Abgerufen am 30. Dezember 2016 (deutsch).
8. ↑  Lieferkette: So mindern Sie Risiken. Abgerufen am 30. Dezember 2016.
9. 1 2  Aktives Management von Beschaffungsrisiken. Abgerufen am 5. August 2024.
10. ↑  Studie von PwC. Abgerufen am 30. Dezember 2016 (deutsch).
11. ↑  logistik- heute. Archiviert vom Original (nicht mehr online verfügbar) am 5. Juli 2016; abgerufen am 27. Dezember 2016.
12. ↑  Globalisierung Risiko der langen Lieferkette. Abgerufen am 26. Dezember 2016.